# 凯瑟希代格库特
凯瑟希代格库特，是匈牙利托尔瑙州所辖的一个村。总面积10.33平方公里，总人口208，人口密度20.1人/平方公里（2011年1月1日）。